# Сјеничко језеро
Сјеничко или Увачко језеро се налази између села Акмачићи и Буковик у југозападном делу Србије, на територијама општина Сјеница и Нова Варош, између планина Златар и Јавор.

## Карактеристике
Настало је потапањем кањона и преграђивањем реке Увац 1979. године и изградњом бране код села Акмачићи, за потребе хидроелектране Увац. Језеро је формирано од реке Увац, а припомаже му река Вапа, која се улива. Налази се на надморској висини од 985 m. Дуго је 25 km, са максималном дубином од 108 m и браном дугом 160 m и високом 110 m и површине 5,7 km².
Сјеничко језеро је испунило кањон дубине и до 100 m који је надалеко познат због јединствених укљештених меандара, коју је Увац усекао у кречњачки масив Пештерске висоравни. Језеро је у склопу специјалног резервата Увац, основаном ради заштите највеће колоније Белоглавог супа на Балкану. Језеро је богато је разним врстама рибе, где се посебно могу издвојити шаран, клен, младица, мрена и сом.